# Luna Vachon
Pour les articles homonymes, voir Vachon.
Gertrude Elizabeth Vachon (née le 12 janvier 1962 à Atlanta et morte le 27 août 2010 à Port Richey), est une catcheuse (lutteuse professionnelle) et une valet (femme manager de catch) canadienne plus connue sous le pseudonyme de Luna Vachon.
Issue d'une famille de catcheurs, elle fait ses débuts professionnels en 1983, mais se fait vraiment connaître lors de son entrée à la World Wrestling Federation (WWF) entre 1993 et 1994. Elle apparait ensuite à l'Extreme Championship Wrestling et à la World Championship Wrestling.
Dans les années 2000, elle n'apparait que dans des petites fédérations américaines avant d'arrêter sa carrière en 2007.
Atteinte de troubles bipolaires et toxicomane elle est retrouvée morte à son domicile le 27 août 2010.

## Jeunesse
Vachon est la fille de Charles Henry Wilkerson et de Rebecca Pierce. Sa mère épouse le catcheur québécois Paul Vachon qui l'adopte officiellement après leur divorce,,. Son oncle Maurice Vachon est lui aussi catcheur tout comme sa tante Vivian Vachon (en). C'est en regardant cette dernière lutter qu'elle envisage de devenir catcheuse. Sa famille ainsi qu'André The Giant tentent de l'en dissuader sans succès. Son père adoptif l'emmène avec lui alors qu'il travaille pour la World Wide Wrestling Federation. Il commence à l'entrainer sur le ring avant les spectacles de catch.
À 16 ans, elle commence à s'entraîner auprès de sa tante avant de rejoindre l'école de catch de Fabulous Moolah en Caroline du Sud.

## Carrière de catcheuse et de valet

### Débuts (1984-1993)
Vachon commence sa carrière dans la fédération féminine que dirige Fabulous Moolah avant d'aller à la Championship Wrestling from Florida en Floride. Là bas, elle travaille comme intervieweuse sous le nom de Trudy Herd. Elle change de nom de ring pour celui de Luna Vachon et se fait connaitre comme l'équipière de Lock avec qui elle forme les Daughters of Darkness. Durant cette période, elle est la rivale de Madusa Miceli.
Elle part ensuite au Japon où elle est la valet de son père adoptif. De retour aux États-Unis, elle travaille ponctuellement à Porto Rico ainsi qu'à la Powerful Women of Wrestling (PWW). La PWW a un partenariat avec l'American Wrestling Association ce qui permet à Vachon de participer à une bataille royale remporté par Sherri Martel le 20 avril 1986 durant WrestleRock. Elle réapparait à l'AWA le 13 décembre 1988 au cours de SuperClash III où elle participe à une bataille royale.
Au début des années 1990, elle est catcheuse et valet à l'Universal Wrestling Federation que dirige Herb Abrams en Floride.

### World Wrestling Federation (1993-1994)

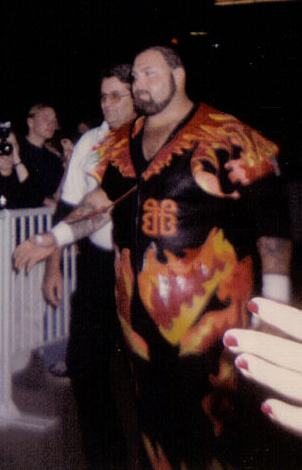
Bam Bam Bigelow est un des catcheurs managés par Luna Vachon au cours de son passage à la World Wrestling Federation.

Fin 1992, la World Wrestling Federation (WWF) compte l'engager mais sa famille ne sais pas où elle habite. La WWF engage un détective qui la retrouve en Floride où elle est serveuse. 
Elle est d'abord la valet de Shawn Michaels qu'elle accompagne lors de son match face à Tatanka le 4 avril 1993 durant WrestleMania IX. Après la victoire de Tatanka par décompte à l'extérieur, Vachon attaque Sensational Sherri. Une rivalité entre les deux femmes se met en place et dans le même temps, Vachon devient la petite amie et valet de Bam Bam Bigelow. La WWF prévoit un match par équipe mixte opposant Vachon et Bigelow à Sensational Sherri et Tatanka à SummerSlam mais Vachon se blesse au bras. Ce match n'a donc pas lieu puis Sherri quitte la WWF.
Le 24 novembre au cours de Survivor Series, Doink the Clown se moque de Bigelow après sa défaite dans un match par équipe à élimination.

## Vie privée
Vachon est atteinte de troubles bipolaires. Elle épouse Dan Hurd au début des années 1980 avec qui elle a deux fils : Joshua et Van,. 

## Palmarès
- United States Wrestling Association (USWA)
  - 1 fois championne féminine de l'USWA[14]